# Tripteroides
Genre
Tripteroides est un genre de moustiques de la famille des Culicidae, de la sous-famille des Culicinae et de la tribu des Sabethini. Ce genre regroupe 119 espèces.

## Morphologie
Les adultes se caractérisent par :
- la présence de soies préspiraculaires
- L'absence de soies postspiraculaires
- Les écailles dressées de la tête restreintes à la zone occipitale
- L'absence de soies acrosticales
- L'absence de soies mésépimérales inférieures

## Répartition et biologie
Leur aire de répartition est australasienne (Australie, Bangladesh, Cambodge, Chine, Inde, Indonésie, Japon, Corée, Laos, Malaisie, Nouvelle-Calédonie, Philippines, Singapour, Sri Lanka, Thaïlande, Vietnam).
Les Tripteroides sont des espèces essentiellement forestières mais quelques-unes sont domestiques.
Les gîtes larvaires sont constituées de petites collection d’eau dans les trous d’arbres, bambou, noix de coco et autres  phytothelmes (feuilles engainantes ou à terre) ou parfois des récipients artificiels. Les larves du sous-genre Rachisoura sont prédatrices.
Les adultes ont une activité diurne, mais peu d'espèces piquent l'homme à l'image de T. aranoides qui peut être très nuisible.
Toutefois, à ce jour, aucune espèce ne présente un intérêt médical, n'ayant jamais été impliquée dans la transmission d'un agent pathogène à l'homme.

## Taxinomie
Mattingly (1980) a fait la révision des Tripteroides de la région orientale. Il a ressuscité le sous-genre Polylepidomyia inclus auparavant dans le sous-genre Rachionotomyia.
Les 119 espèces du genre Tripteroides sont désormais divisées en 5 sous-genres :
- Polylepidomyia Theobald (19 espèces)
- Rachionotomyia Theobald  (12 espèces)
- Rachisoura Theobald  (28 espèces)
- Tricholeptomyia Dyar & Shannon  (9 espèces)
- Tripteroides Giles  (51 espèces)

- Sous-genre Polylepidomyia
  - Tripteroides (Polylepidomyia) altivallis  Bonne-Wepster 1948
  - Tripteroides (Polylepidomyia) apicotriangulata Theobald 1910
  - Tripteroides (Polylepidomyia) argenteiventris (Theobald) 1905
  - Tripteroides (Polylepidomyia) atripes (Skuse) 1889
  - Tripteroides (Polylepidomyia) caledonicus (Edwards) 1922
  - Tripteroides (Polylepidomyia) coheni Belkin 1950
  - Tripteroides (Polylepidomyia) collessi Lee 1946
  - Tripteroides (Polylepidomyia) digoelensis Brug 1934
  - Tripteroides (Polylepidomyia) floridensis Belkin 1950
  - Tripteroides (Polylepidomyia) folicola Belkin 1955
  - Tripteroides (Polylepidomyia) marksae Dobrotworsky 1965
  - Tripteroides (Polylepidomyia) melanesiensis Belkin 1955
  - Tripteroides (Polylepidomyia) microlepis (Edwards) 1927
  - Tripteroides (Polylepidomyia) perplexus Peters 1963
  - Tripteroides (Polylepidomyia) punctolateralis (Theobald) 1903
  - Tripteroides (Polylepidomyia) rotumanus (Edwards) 1929
  - Tripteroides (Polylepidomyia) solomonis (Edwards) 1924
  - Tripteroides (Polylepidomyia) standfasti Peters 1959
  - Tripteroides (Polylepidomyia) tasmaniensis (Strickland) 1911

- Sous-genre Rachionotomyia
  - Tripteroides (Rachionotomyia) affinis (Edwards) 1913
  - Tripteroides (Rachionotomyia) aranoides (Theobald) 1901
  - Tripteroides (Rachionotomyia) ceylonensis Theobald 1905
  - Tripteroides (Rachionotomyia) coonorensis Mattingly 1981
  - Tripteroides (Rachionotomyia) dofleini (Guenther) 1913
  - Tripteroides (Rachionotomyia) edwardsi (Barraud) 1929
  - Tripteroides (Rachionotomyia) longipalpis Dong XueShu, Zhou HongNing & Dong LiMin 1997
  - Tripteroides (Rachionotomyia) nepenthis (Edwards) 1915
  - Tripteroides (Rachionotomyia) nepenthisimilis Mattingly 1981
  - Tripteroides (Rachionotomyia) rozeboomi Baisas & Ubaldo-Pagayon 1953
  - Tripteroides (Rachionotomyia) serratus (Barraud) 1929
  - Tripteroides (Rachionotomyia) tenax De Meijere 1910

- Sous-genre Rachisoura
  - Tripteroides (Rachisoura) adentata Van den Assem 1959
  - Tripteroides (Rachisoura) bisquamatus Lee 1946
  - Tripteroides (Rachisoura) brevirhynchus Brug 1934
  - Tripteroides (Rachisoura) concinnus Lee 1946
  - Tripteroides (Rachisoura) confusus Lee 1946
  - Tripteroides (Rachisoura) cuttsi Van den Assem 1959
  - Tripteroides (Rachisoura) exnebulis Bonne-Wepster 1948
  - Tripteroides (Rachisoura) felicitatis Bonne-Wepster 1948
  - Tripteroides (Rachisoura) filipes (Walker) 1861
  - Tripteroides (Rachisoura) flabelliger Bonne-Wepster 1948
  - Tripteroides (Rachisoura) fuliginosus Lee 1946
  - Tripteroides (Rachisoura) fuscipleura Lee 1946
  - Tripteroides (Rachisoura) kingi Lee 1946
  - Tripteroides (Rachisoura) latisquama (Edwards) 1927
  - Tripteroides (Rachisoura) leei Peters 1959
  - Tripteroides (Rachisoura) longipalpatus Lee 1946
  - Tripteroides (Rachisoura) mathesoni Belkin 1950
  - Tripteroides (Rachisoura) obscurus Brug 1934
  - Tripteroides (Rachisoura) pallidus Lee 1946
  - Tripteroides (Rachisoura) pilosus Lee 1946
  - Tripteroides (Rachisoura) plumiger Bonne-Wepster 1948
  - Tripteroides (Rachisoura) simplex Brug 1934
  - Tripteroides (Rachisoura) stonei Belkin 1950
  - Tripteroides (Rachisoura) subnudipennis (Edwards) 1927
  - Tripteroides (Rachisoura) sylvestris (Theobald) 1910
  - Tripteroides (Rachisoura) tityae Slooff 1961
  - Tripteroides (Rachisoura) totokinae Belkin 1950
  - Tripteroides (Rachisoura) vanleeuweni (Edwards) 1927

- Sous-genre Tricholeptomyia
  - Tripteroides (Tricholeptomyia) apoensis Baisas & Ubaldo-Pagayon 1953
  - Tripteroides (Tricholeptomyia) barraudi Baisas & Ubaldo-Pagayon 1953
  - Tripteroides (Tricholeptomyia) belkini Baisas & Ubaldo-Pagayon 1953
  - Tripteroides (Tricholeptomyia) christophersi Baisas & Ubaldo-Pagayon 1953
  - Tripteroides (Tricholeptomyia) delpilari Baisas & Ubaldo-Pagayon 1953
  - Tripteroides (Tricholeptomyia) microcala (Dyar) 1929
  - Tripteroides (Tricholeptomyia) nepenthicola (Banks) 1909
  - Tripteroides (Tricholeptomyia) roxasi Baisas & Ubaldo-Pagayon 1953
  - Tripteroides (Tricholeptomyia) werneri Baisas & Ubaldo-Pagayon 1953

- Sous-genre Tripteroides
  - Tripteroides (Tripteroides) aeneus (Edwards) 1921
  - Tripteroides (Tripteroides) alboscutellatus Lee 1946
  - Tripteroides (Tripteroides) antennalis Bohart & Farner 1944
  - Tripteroides (Tripteroides) bambusa (Yamada) 1917
  - Tripteroides (Tripteroides) bimaculipes (Theobald) 1905
  - Tripteroides (Tripteroides) binotatus Belkin 1950
  - Tripteroides (Tripteroides) bonneti Belkin 1962
  - Tripteroides (Tripteroides) brevipalpis Brug 1934
  - Tripteroides (Tripteroides) caeruleocephalus (Leicester) 1908
  - Tripteroides (Tripteroides) cheni Lien 1968
  - Tripteroides (Tripteroides) claggi Bohart & Farner 1944
  - Tripteroides (Tripteroides) denticulatus Delfinado & Hodges 1968
  - Tripteroides (Tripteroides) distigma (Edwards) 1925
  - Tripteroides (Tripteroides) dyari Bohart & Farner 1944
  - Tripteroides (Tripteroides) dyi Baisas & Ubaldo-Pagayon 1953
  - Tripteroides (Tripteroides) elegans Brug 1934
  - Tripteroides (Tripteroides) erlindae Baisas & Ubaldo-Pagayon 1953
  - Tripteroides (Tripteroides) hoogstraali Baisas 1947
  - Tripteroides (Tripteroides) hybridus (Leicester) 1908
  - Tripteroides (Tripteroides) indeterminatus Baisas & Ubaldo-Pagayon 1953
  - Tripteroides (Tripteroides) indicus (Barraud) 1929
  - Tripteroides (Tripteroides) intermediatus Baisas & Ubaldo-Pagayon 1953
  - Tripteroides (Tripteroides) khighti Baisas & Ubaldo-Pagayon 1953
  - Tripteroides (Tripteroides) latispinus Gong & Ji 1989
  - Tripteroides (Tripteroides) lipovskyi Belkin 1950
  - Tripteroides (Tripteroides) littlechildi (Edwards) 1930
  - Tripteroides (Tripteroides) lorengaui Peters 1963
  - Tripteroides (Tripteroides) mabinii Baisas & Ubaldo-Pagayon 1953
  - Tripteroides (Tripteroides) magnesianus (Edwards) 1924
  - Tripteroides (Tripteroides) malayi Delfinado & Hodges 1968
  - Tripteroides (Tripteroides) malvari Baisas & Ubaldo-Pagayon 1953
  - Tripteroides (Tripteroides) mendacis (Daniels) 1908
  - Tripteroides (Tripteroides) monetifer (Dyar) 1920
  - Tripteroides (Tripteroides) nissanensis Lee 1946
  - Tripteroides (Tripteroides) nitidoventer (Giles) 1904
  - Tripteroides (Tripteroides) novohanoverae Peters 1963
  - Tripteroides (Tripteroides) plumosus (Brug) 1931
  - Tripteroides (Tripteroides) powelli (Ludlow) 1909
  - Tripteroides (Tripteroides) proximus (Edwards) 1915
  - Tripteroides (Tripteroides) purpuratus (Edwards) 1921
  - Tripteroides (Tripteroides) quasiornatus (Taylor) 1915
  - Tripteroides (Tripteroides) reiseni Basio 1971
  - Tripteroides (Tripteroides) riverai "Miyagi, Toma & Tsukamoto" 1983
  - Tripteroides (Tripteroides) similis (Leicester) 1908
  - Tripteroides (Tripteroides) simulatus Baisas & Ubaldo-Pagayon 1953
  - Tripteroides (Tripteroides) splendens Lee 1946
  - Tripteroides (Tripteroides) sullivanae Baisas & Ubaldo-Pagayon 1953
  - Tripteroides (Tripteroides) tarsalis Delfinado & Hodges 1968
  - Tripteroides (Tripteroides) toffaletti Baisas & Ubaldo-Pagayon 1953
  - Tripteroides (Tripteroides) uichancoi Baisas & Ubaldo-Pagayon 1953
  - Tripteroides (Tripteroides) vicinus (Edwards) 1914